# 谋统府
谋统府，大理国设置的府。
公元九世纪南诏蒙氏置谋统郡，治所在鹤庆（今云南省鹤庆县），属剑川节度。大理段氏改为府。为八府之一。辖境约当今云南省鹤庆、兰坪、剑川、碧江、福贡等县地。元朝元宪宗三年（1253年）改为鹤州，二十三年升为鹤庆路。